# غوركا لايرا
غوركا لايرا (بالإسبانية: Gorka Larrea) هو لاعب كرة قدم إسباني، ولد في 7 أبريل 1984 في سان سيباستيان في إسبانيا. شارك مع منتخب إسبانيا تحت 16 سنة لكرة القدم ومنتخب إسبانيا تحت 17 سنة لكرة القدم ومنتخب إسبانيا تحت 19 سنة لكرة القدم ومنتخب إسبانيا تحت 21 سنة لكرة القدم ومنتخب إسبانيا تحت 23 سنة لكرة القدم. أما مع النوادي، فقد لعب مع إمباكت مونتريال وإندي إليفن وريال سوسيداد ب وريال سوسيداد ونادي ألميريا ونادي ليفانتي ونومانسيا.

## وصلات خارجية
- غوركا لايرا على موقع الاتحاد الدولي (مؤرشف)  (الإنجليزية)
- غوركا لايرا على موقع الدوري الأمريكي (الإنجليزية)
- غوركا لايرا على موقع قاعدة بيانات كرة القدم.إي يو (الإنجليزية)
- غوركا لايرا على موقع Soccerway.com (الإنجليزية)
- غوركا لايرا على موقع عالم كرة القدم.نت (الإنجليزية)
- غوركا لايرا على موقع AS.com (الإسبانية)